# Kieria
Kieria (Kiaeria I. Hagen) – rodzaj mchów należący do rodziny Rhabdoweisiaceae Limpr. Przedstawiciele tego rodzaju występują w Ameryce Północnej, Europie i Azji. 

## Morfologia
GametofityMchy z tego rodzaju tworzą darnie luźne do gęstych, błyszczące lub matowe, o barwie zielonej, żółtawej lub brązowawej.
SporofitySeta pojedyncza, wysokości 7–16 mm, żółta, czerwieniejąca z wiekiem. Puszka zarodni zakrzywiona, cylindryczna, gładka, w stanie suchym pomarszczona. Perystom pojedynczy, o 16 zębach, podzielonych w połowie na dwa segmenty.

## Systematyka i nazewnictwo
Nazwa naukowa rodzaju Kiaeria nadana została na cześć norweskiego briologa Franza Caspaira Kiaera. 
Według systematyki Goffinet i in. rodzaj kieria Kiaeria I. Hagen należy do rodziny Rhabdoweisiaceae Limpr.
Według „The Plant List” do rodzaju Kiaeria należy 6 gatunków, posiadających 35 synonimów, a sam rodzaj należy do rodziny Dicranaceae.
Wykaz gatunków:
- Kiaeria blyttii (Bruch & Schimp.) Broth.
- Kiaeria falcata (Hedw.) I. Hagen
- Kiaeria glacialis (Berggr.) I. Hagen
- Kiaeria pumila (Mitt.) Ochyra
- Kiaeria riparia (H. Lindb.) M.F.V. Corley
- Kiaeria starkei (F. Weber & D. Mohr) I. Hagen